# Kamil Susko
Kamil Susko (* 6. November 1974 in Trenčín) ist ein  slowakischer Fußballtorwart.

## Karriere
Kamil Susko begann seine Fußballkarriere im Jahre 1982 beim Slovan Bratislava. 1992 wechselte er dann zu Tatran Devin (der Club fusionierte im August 1997 mit ŠKP Dúbravka). Mit 20 Jahren wechselte Susko 1994 zu Ozeta Dukla Trenčín. Doch sein dortiger Aufenthalt währte nicht lange. Genau ein Jahr später bekam er einen Vertrag beim damaligen slowakischen Erstligisten Inter Bratislava. Nach 23 Einsätzen in zwei Jahren wechselte Susko im Jahre 1997 zu Spartak Trnava. Bei Spartak Trnava wurde er schnell zu einem Stammspieler und kam bis zu seinem Abgang im Jahre 2000 zum tschechischen FC Baník Ostrava auf 85 Einsätze. Nach zwei Jahren bei Baník Ostrava kam Kamil Susko auf eine Bilanz von 23 Einsätzen. Ab dem Jahr 2002 begann für ihn eine eher turbulentere Zeit. Im Jahr 2002 bekam er einen Vertrag beim griechischen FC PAOK. Nur ein Jahr später wechselte er erneut. Diesmal nach Iran zum F.C. Sepahan, den er wiederum ein Jahr später verließ, um in die Slowakei zu Spartak Trnava zurückzukehren. Von 2004 bis 2007 spielte Susko bei der Mannschaft, die er schon im Jahre 2000 verlassen hatte. Im Juli 2007 war es dann, nach eigener Meinung, Zeit für einen erneuten Wechsel. Diesmal ging es nach Österreich zum damaligen Zweitligisten, der Kapfenberger SV, mit der er noch in derselben Saison Meister wurde und in die österreichische Fußball-Bundesliga aufstieg. Sein Debüt in der österreichischen Bundesliga feierte er am 9. Juli 2008 beim Heimspiel der Kapfenberger gegen LASK Linz, dass die Kapfenberger mit 1:0 verloren. Zur Sommerpause vor der Saison 2009/10 verließ er den Verein und war danach vereinslos. Am 12. Oktober 2011 wurde er vom SV Wienerberg, der zu diesem Zeitpunkt mit seiner ersten Kampfmannschaft in der Wiener Stadtliga vertreten war, angemeldet und verließ den Verein fast exakt ein Jahr später wieder in Richtung Heimat. Mit den Wienerbergern belegte er in der Saison 2011/12 nur den 15. und damit vorletzten Platz in der Viertklassigkeit und musste daraufhin den Weg in die fünftklassige Wiener Oberliga A antreten. Dort war der Slowake gar nicht mehr im Einsatz und hatte so keinen wirklichen Anteil am späteren Meistertitel und dem Wiederaufstieg am Saisonende 2012/13. Seine sieben Ligaspiele, die er in der Saison 2011/12 absolvierte, spielte er allesamt kurz nach seiner Verpflichtung im Oktober und November 2011; danach war er bereits nicht mehr im offiziellen Kader. Weitere Stationen in seiner slowakischen Heimat waren neben dem ŠK Lozorno, dem er einige Zeit angehörte, auch noch TJ Závod und gegebenenfalls andere unterklassigen Fußballvereine.
In den Jahren 1999 bis 2000 kam Susko zu 15 Länderspieleinsätzen für die slowakische Fußballnationalmannschaft; davor soll er bereits zu Einsätzen in den Nachwuchsnationalmannschaften seines Heimatlandes gekommen sein.

## Erfolge
- 1 × Österreichischer Zweitligameister: 2007/08 (Erste Liga)